# CM-10
La CM-10 es una autovía de la Junta de Comunidades de Castilla-La Mancha que circunvala por el norte y el oeste la ciudad de Guadalajara (España). Está previsto que se una a la futura CM-30 como circunvalación por el sur y el este de la ciudad. Se compone por tres tramos diferenciados:
- Ronda Norte, de 3,1 km, inaugurado el 20 de julio de 2006,[2] que nace en la CM-101 junto al polígono industrial del Henares, cruza el río Henares por el puente Arriaca, tiene acceso al barrio de las Cañas y termina en la salida 58 de la A-2, enlazando con ésta y con la GU-905 en dirección a Iriépal.
- Calle de Francisco Pizarro, de 1 km, que forma parte del polígono del Henares, entre la CM-101 (Guadalajara-Humanes-provincia de Soria) y la CM-1002. Es la única parte de trazado que no está declarado como autovía.
- Vía de conexión entre polígonos, de 4,4 km, inaugurado el 27 de septiembre de 2010,[1] entre los polígonos industriales de Cabanillas y del Henares, desde la N-320 y la CM-1008 hasta la CM-1002 (Guadalajara-Marchamalo-Uceda), cruzando la CM-1007 (Guadalajara-Cabanillas del Campo).

## Salidas de la CM-10

### Tramo de la Ronda Norte
| Elemento | Nombre de Salida (sentido CM-101)/Ver de arriba-abajo                       | Número de Salida | Nombre de Salida (sentido A-2)/Ver de abajo-arriba | Carretera que enlaza   |
| -------- | --------------------------------------------------------------------------- | ---------------- | -------------------------------------------------- | ---------------------- |
|          | Estación de Guadalajara Polígono del Henares                                |                  | A-2 Iriépal Guadalajara este                       | A-2 GU-905 Av/ Francia |
|          | Barrio de las Cañas Cambio de sentido                                       | 2                | Barrio de las Cañas Cambio de sentido              | Av/Aguas Vivas         |
|          | Estación de Guadalajara Polígono industrial del Henares Marchamalo Fontanar |                  | A-2                                                | CM-101 C/Fco. Pizarro  |

### Tramo de la calle de Francisco Pizarro
| Elemento | Nombre de Salida (sentido CM-1002)/Ver de arriba-abajo               | Número de Salida | Nombre de Salida (sentido CM-101)/Ver de abajo-arriba              | Carretera que enlaza |
| -------- | -------------------------------------------------------------------- | ---------------- | ------------------------------------------------------------------ | -------------------- |
|          | Estación de Guadalajara Fontanar Polígono industrial del Henares     | 3                | Estación de Guadalajara Fontanar A-2                               | CM-101               |
|          | R-2 CM-1002                                                          | 4                | R-2 CM-1002                                                        | C/Cristóbal Colón    |
|          | Estación de Guadalajara Marchamalo Polígono industrial de Cabanillas | 5                | Estación de Guadalajara Marchamalo Polígono industrial del Henares | CM-1002              |

### Tramo de la vía de conexión entre polígonos
| Elemento | Nombre de Salida (sentido N-320)/Ver de arriba-abajo                                           | Número de Salida | Nombre de Salida (sentido polígono del Henares)/Ver de abajo-arriba | Carretera que enlaza |
| -------- | ---------------------------------------------------------------------------------------------- | ---------------- | ------------------------------------------------------------------- | -------------------- |
|          | Polígono industrial de Cabanillas N-320                                                        | 5                | Estación de Guadalajara Marchamalo Polígono industrial del Henares  | CM-1002              |
|          | Cabanillas del Campo Guadalajara                                                               | 7                | Cabanillas del Campo Guadalajara                                    | CM-1007              |
|          | Venturada Cabanillas del Campo oeste Guadalajara oeste y sur Polígono industrial de Cabanillas | 9                | Polígono industrial de Henares                                      | N-320                |